# Jaroslav IV. Libštejnský z Kolovrat
Jaroslav IV. Libštejnský z Kolovrat (německy Jaroslaus IV. von Kolowrat-Leibsteinsky, † 11. října 1581) byl český šlechtic z rodu Libštejnských z Kolovrat působící na konci 16. století.

## Život
Narodil se jako syn Benedikta (Beneše) z Kolovrat a jeho manželky Alžběty Černohorské z Boskovic.
Připravoval se na civilní úřední službu a stal se císařským radou (Assessor judicii regii), poté zemským fojtem Dolnolužického markrabství.
V letech 1565 a 1567 byl zvolen zemským sněmem do funkce inspekčního komisaře u vojska určeného k obraně země.

### Manželství
Jaroslav z Kolovrat byl dvakrát ženat. Jeho první manželkou byla Eliška z Vrtby († 29.11.1520). Podruhé byl ženatý s Marianou Žďárskou z Chrastu († 11. října 1581, pochována v Zavlekově). Z manželství měl několik potomků:
- Bedřich († 1530), manželka Anna Kestřanská z Kestřan
- Vracka († asi 1546), manžel Bedřich Kestřanský z Kestřan
- Jitka († asi 1541), manželka Jindřich Peukar z Hejdy († asi 1538)
- Albrecht († 1586), I. manželka od 23. října 1549 Benigna Welserová z Cimburka († 15. prosince 1554, pohřena v Tochovicích), II. manželka od 29. ledna 1559 Lidmila ze Švamberka († 19. února 1562, pohřena v Tochovicích), III. manželka od 1. ledna 1566 Alžběta Kavková z Říčan († 6. března 1585, pohřena v Tochovicích).[1]